# 8978 Barbatus
A 8978 Barbatus (ideiglenes jelöléssel 3109 T-3) egy kisbolygó a Naprendszerben. Cornelis Johannes van Houten, Ingrid van Houten-Groeneveld és Tom Gehrels fedezte fel 1977. október 16-án.